# 유령과 뮤어 부인
《유령과 뮤어 부인》(영어: The Ghost and Mrs. Muir)은 1947년 개봉한 미국의 로맨틱 판타지 영화로, 조지프 L. 맹키위츠가 감독을 맡았다.